# Ectropi
L'ectropi és un trastorn en què la parpella inferior es gira cap enfora. És un dels aspectes notables dels nounats que presenten ictiosi de tipus arlequí congènita, però l'ectropi es pot produir a causa de qualsevol debilitament del teixit de la parpella inferior. Aquest trastorn es pot reparar quirúrgicament. L'ectropi també es troba als gossos com a trastorn hereditari del desenvolupament.